# Il·lusionisme (art)

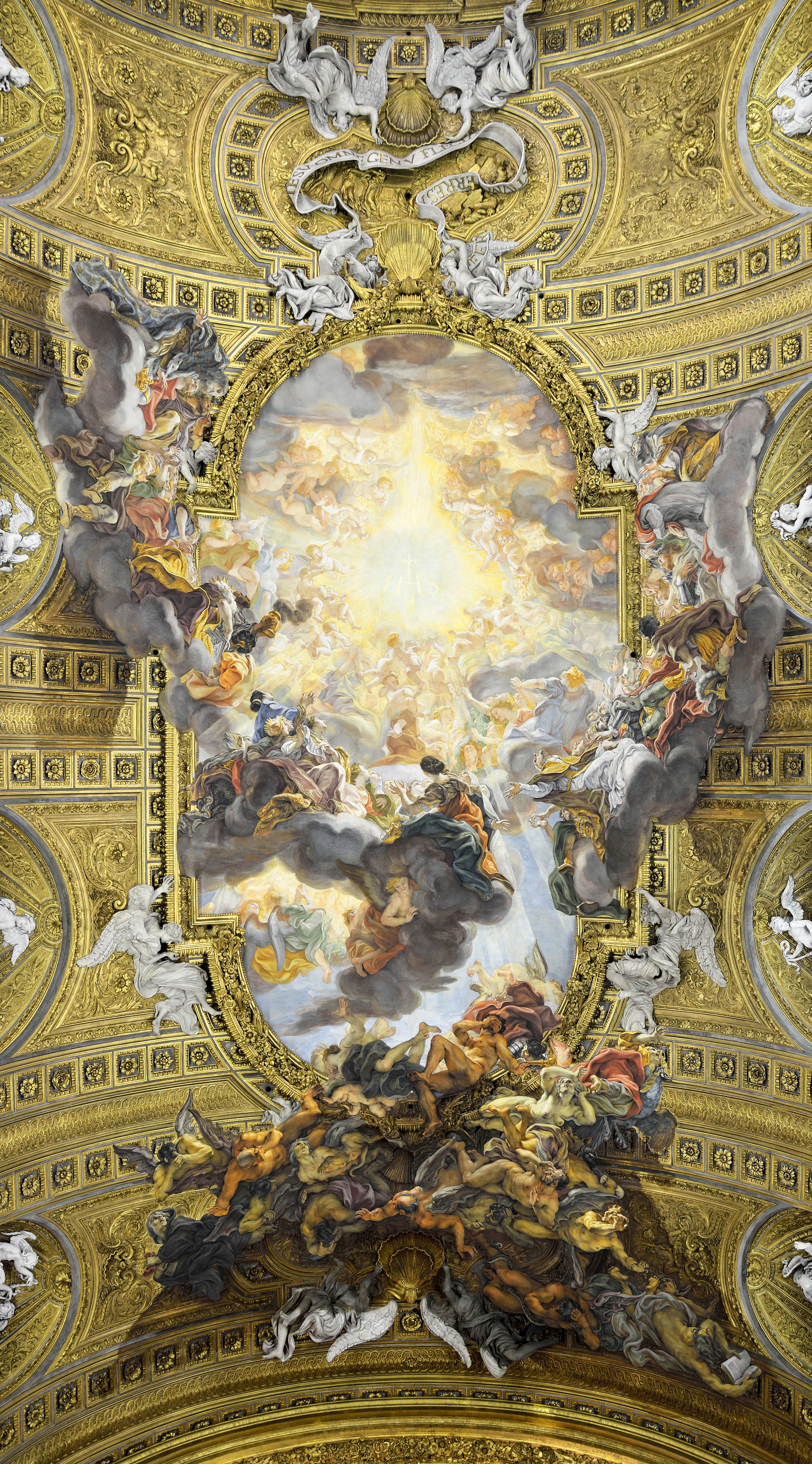
Triomf del Nom de Jesús, per Giovanni Battista Gaulli, en el sostre de l'Església del Gesu. Les decoracions de la volta sobre la data de nau dona suport a el. El fresc és l'obra de Giovanni Battista Gaulli, conegut com Baciccia. Els relleus d'estuc van ser realitzats per Ercole Antonio Raggi i Leonardo Reti, seguint els dibuixos de Baciccia que perseguien una continuïtat real entre pintura i escultura.

L'il·lusionisme en història d'art significa o bé la tradició artística en què els artistes creen una obra d'art que sembla compartir l'espai físic amb l'espectador, o més àmpliament, l'intent de representar l'aparença física anomenats mimesi. El terme realisme també pot ser utilitzat en aquest sentit, però que també té bastant diferents significats en l'art, ja que també s'utilitza per a cobrir l'elecció d'objecte quotidià ordinari, evitant representacions idealitzades. Il·lusionisme abasta una llarga història, dels enganys de Zeuxis i Parrhasius a les obres del muralista Richard Haas en el segle xx, que inclou el trompe-l'oeil, anamorfosi, Op art, Il·lusionisme abstracte, i les tècniques de la pintura il·lusionista del sostre com di sotto en sù i quadratura. L'il·lusionisme escultòric inclou obres, sovint pintades, que apareixen com a reals des d'una distància. Altres formes, com la tradició il·lusionistica en el teatre, i les caixes de "peepshow" de Samuel van Hoogstraten del segle xvii,que combinen tècniques il·lusionistes i multimèdia.